# Víctor Laignelet Sourdís
Víctor Laignelet Sourdís (Barranquilla, 1955) es un artista plástico colombiano. Se dio a conocer en la década de 1980 gracias a sus trabajos plásticos, los cuales se exhibieron en casi todo el territorio nacional, también en varios países de América, Europa y Asia. Sus obras se componen de retratos, vectores, figuras irregulares e imágenes místicas, poéticas y crípticas.
Varias de sus obras reposan en el Banco de la República, en la colección de arte oficial que posee el propio banco de Colombia como un espacio cultural de interés. Ha realizado diversas intervenciones en el espacio público. Cofundador del grupo “Agenciamiento Creativo” orientado a la investigación de procesos de creación aplicados en diversas comunidades. 
Además de su carrera como artista plástico, Laignelet Sourdís fue profesor de la Universidad de los Andes y la Universidad Jorge Tadeo Lozano, también fue director en la Academia Superior de Artes de Bogotá (ASAB) en 1992. Desde 2005 se desempeña como docente titular de la Universidad Nacional de Colombia (UNAL).

## Biografía
Nacido en 1955, su etapa escolar fue en el Liceo Cervantes. En 1980 contrajo matrimonio civil con Lifiana Tafur y ambos fueron a residir en 1981 a Nueva York, posteriormente desplazándose a París en 1984. En estos años era un artista en ascenso, con su taller ubicado a las afueras de la capital francesa, que posteriormente reubicó en un dúplex de Saint-Denis el cual le proporcionaba suficientes ingresos con la venta de sus obras. Se divorció de Liliana sin tener descendencia. Regresó a Colombia en 1989.
Comenzó sus estudios universitarios de Bellas Artes en 1995, en la Universidad Jorge Tadeo Lozano, finalizándolos en 2001. Desde 2008 comenzó a ser profesor de esta universidad y permanece hasta la actualidad. Previamente en 2005, también ingresó como profesor en la Universidad Nacional de Colombia donde sigue ejerciendo, y también fue parte del profesorado de la Universidad de los Andes desde 2005 a 2007.

## Obra
Su obra ha continuado su desarrollo a través de diversos medios; video, fotografía, pintura, gráfica y dibujo en propuestas que plantean estructuras narrativas no lineales como estrategia para la construcción de sentido, donde concurren muchas voces en diversidad de técnicas y lenguajes confluyendo imaginarios de la alta y baja cultura, con múltiples referencias históricas. Distintos niveles pulsionales son puestos en acción en sus trabajos de manera simultánea, referidos principalmente a espacios de miedo y conflicto social, sexualidad y muerte, poder, comunidades y otras pulsiones de carácter más psicológico y espiritual. 
En la mayoría de sus propuestas las relaciones entre imagen y espacio, ponen en juego tensiones y vínculos entre polaridades binarias, diversidad y unidad. Igualmente ha realizado diversas intervenciones estéticas en el espacio público. Por otra parte, ha tenido una extensa actividad pedagógica en diversas instituciones académicas y en ámbitos no formales con diversas comunidades, aplicando un modelo pedagógico desarrollado en sus investigaciones con un colectivo que inicialmente se llamó "Suma". El modelo pedagógico "Agenciamiento creativo" está orientado a la comprensión y puesta en práctica de procesos creativos en el campo de las artes y por fuera de él. El artista ha venido indagando a través de diversas prácticas artísticas, investigaciones pedagógicas y acciones con la comunidad acerca de las relaciones entre subjetividad y colectividad, Arte y Cultura.
En 1986, su tríptico Trilogía de Espejos en óleo y pastel sobre tela realizado en 1985, obtuvo uno de los cuatro primeros premios de medio millón de pesos colombianos en el XXX Salón Nacional de Artistas de Colombia. Dicha obra estaba conformada por Retrato de un espejo baleón y Retrato de un espejo inerte. Esta obra también conocida como Las sillas de Laignelet representa a la ausencia, donde el color fue elegido aleatoriamente, en contraposición a la forma, elegida de forma más racional según el propio comentario del artista. Esta obra fue seleccionada por la revista Mundo como una de las cien obras más destacadas de la historia del Salón, donde el crítico Germán Rubiano, menciona que estas tres grotescas sillas son uno más de los ejemplos de distorsión de Laignelet.
En 1999, su pintura ‘Virgen’, de la instalación 'Una jaula fue a buscar un pájaro' efectuada en 1997, fue vendida en el paquete “ 20th Century Colombian Art“ celebrada el Día de la hispanidad en la casa de subastas Christie's en Londres. Esta obra está influenciada por el místico Juan de la Cruz y sus grabados del Monte Carmelo, que Laignelet descubrió en su viaje a España donde quedó impresionado por el tratamiento del color en la obra de El Greco y por diversos lugares de Andalucía como la Mezquita-catedral de Córdoba. A la par hace una asociación con la representación mariana que hicieron pintores indígenas coloniales de Lima.

## Reconocimientos
- Ganador del Premio Luis Caballero. Planetario Distrital. Bogotá. Ministerio de Cultura de Colombia (junio de 1998).[15]
- Medalla al Mérito en Artes Plásticas. Casa Proartes. Cali, Colombia (junio de 1996).[15]
- Beca Colcultura, Proyecto “ Arte y Tecnología ”. Bogotá, Colombia (junio de 1994).[15]
- Primer Premio XXX Salón Nacional de Artistas. Bogotá, Colombia (octubre de 1986).[15]